# Compte d'épargne libre d'impôt pour l'achat d'une première propriété
Le compte d'épargne libre d'impôt pour l'achat d'une première propriété, communément désigné sous son acronyme CELIAPP, est un régime d'épargne enregistré canadien. Son objectif est de faciliter l'accession à la propriété pour les premiers acheteurs. L'épargne déposée et les intérêts générés dans un CELIAPP ne sont pas imposés, permettant d'amasser une mise de fonds plus importante pour l'achat d'une première propriété.

## Historique
La création du CELIAPP est annoncée lors du dépôt du budget du gouvernement fédéral canadien du 7 avril 2022. Il est inclus à la Loi de l'impôt sur le revenu du Canada le 15 décembre 2022. Il est offert dans certaines institutions bancaires à partir du 1er avril 2023. 
Cette initiative du gouvernement de Justin Trudeau est en réaction à une importante augmentation des prix des biens immobiliers résidentiels survenue à la suite des bouleversements économiques engendrés par la pandémie de Covid-19 en 2020-2021.

## Fonctionnement
Comme pour tous les autres régimes d'épargne, les sommes déposées dans le CELIAPP sont investies auprès d'une institution financière dans un produit financier spécifique (ex.: compte d'épargne standard, fonds commun de placement, etc).

### Critères d'admissibilité
En raison de ses avantages fiscaux, l'obtention de ce type de compte est limité aux personnes suivantes.
- Être âgé entre 18 et 71 ans et avoir le statut de citoyen ou de résident permanent au Canada ;
- Ne pas avoir été propriétaire – ni son/sa conjoint(e), au moment de l'ouverture du compte – d'une habitation occupée comme résidence principale pendant l’année civile de l’ouverture du compte, ni durant les quatre années civiles antérieures ;
- Ne pas avoir déjà utilisé un CELIAPP pour l'achat d'une propriété.

### Droits de cotisation
Les droits de cotisation au compte sont de 8 000 $ par année. Si ce montant n'est pas atteint, les droits inutilisés sont ajoutés aux droits de l'année suivante. Inversement, si ce montant est dépassé, un impôt mensuel de 1% est appliqué mensuellement sur l’excédent. Le total à vie des cotisations au compte ne peut pas dépasser 40 000 $.
Le compte a une durée de vie maximale de 15 ans. Si cette durée est atteinte sans que le détenteur ait pu accéder à la propriété, l'épargne accumulée doit être transférée dans un REER ou un FERR.

### Avantages fiscaux
Étant un régime enregistré, le CELIAPP bénéficie d'avantages fiscaux. On compare souvent ses avantages à une combinaison de ceux du CELI et du RAP.
- Le revenu imposable de l'épargnant est diminué grâce à une déduction fiscale du même montant que l'argent déposé dans le compte ;
- Les revenus de placement générés dans le compte ne sont pas imposés ;
- Les sommes retirées du compte ne seront pas imposées, à condition qu'elles servent à l'achat d'une première habitation ;
- Les sommes retirées du compte ne doivent pas être remboursées, contrairement au RAP.